# Mezholezy (dříve okres Domažlice)
Mezholezy (německy Meßholz) jsou obec v okrese Domažlice v Plzeňském kraji. Žije zde 122 obyvatel.
Do roku 2016 byla obec ve veřejných evidencích vedena pod názvem Mezholezy (dříve okres Domažlice). Pro odlišení od stejnojmenné obce ve stejném okrese bylo v názvu v závorce vyznačeno, do kterého okresu patřila obec i dříve. V roce 2016 bylo toto odlišení odstraněno a od té doby se v okrese Domažlice nacházejí dvě stejnojmenné obce Mezholezy.

## Historie
První písemná zmínka o obci pochází z roku 1379.

## Obyvatelstvo
| Rok            | 1869 | 1880 | 1890 | 1900 | 1910 | 1921 | 1930 | 1950 | 1961 | 1970 | 1980 | 1991 | 2001 | 2011 | 2021 |
| -------------- | ---- | ---- | ---- | ---- | ---- | ---- | ---- | ---- | ---- | ---- | ---- | ---- | ---- | ---- | ---- |
| Počet obyvatel | 346  | 331  | 324  | 330  | 288  | 302  | 291  | 174  | 167  | 137  | 120  | 98   | 107  | 65   | 124  |
| Počet domů     | 48   | 53   | 57   | 56   | 53   | 53   | 58   | 62   | 48   | 48   | 41   | 46   | 48   | 48   | 53   |

## Obecní symboly
Dne 25. dubna 2018 bylo schváleno usnesením výboru pro vědu, vzdělání, kulturu, mládež a tělovýchovu udělení znaku a vlajky obce. Znak a vlajka byly obci uděleny rozhodnutím předsedy Poslanecké sněmovny Parlamentu České republiky dne 3. května 2018.